# Coniophora dimitica
Coniophora dimitica är en svampart som beskrevs av G. Cunn. 1957. Coniophora dimitica ingår i släktet Coniophora och familjen Coniophoraceae.   Inga underarter finns listade i Catalogue of Life.